# Keith Potger
Keith Leon Potger (Colombo, Sri Lanka, 21 de marzo de 1941) es uno de los miembros fundadores, junto con David Joseph, del grupo australiano de folk-pop The Seekers. En 2014 Potger ingresó, junto con sus compañeros de The Seekers, en la Orden de Australia como reconocimiento a su carrera.

## Inicios
En 1947, a la edad de seis años, Potger emigró junto con sus padres Justin y Joan, y sus hermanos Ralph y Nigel a Australia, donde aprendió a tocar el banjo, la guitarra y el teclado. Al tiempo que estudiaba en el instituto de Melbourne, formó parte de grupos vocales que, a principios de 1962, desembocarían en la banda de The Seekers. La primera formación, que interpretaba música folk y gospel, acompañándose de guitarras, banjo y contrabajo, estuvo compuesta por Athol Guy, Bruce Woodley, Ken Ray y Potger. A finales de 1962 Ray se marchó, incorporándose Judith Durham.

## The Seekers
The Seekers estaba formado por Judith Durham, Athol Guy, Bruce Woodley y Potger; este trabajaba como productor de radio en la ABC. Gracias a la posición de Potger, los tres pudieron grabar una maqueta, que entregaron a W&G Records, que solicitó otra grabación de la voz de Durham antes de aceptar grabar un álbum de los Jazz Preachers. Finalmente, W&G contrató a The Seekers para su primer álbum, Introducing The Seekers, en 1963. Potger no aparece en la portada del álbum ya que no se le permitía simultanear dos trabajos.
A principios de 1964, The Seekers embarcaron rumbo al Reino Unido en el vapor de pasajeros «S.S. Fairsky», en el que se encargaron de la animación musical. Su estancia en Inglaterra se prolongaría más de las diez semanas previstas. La Agencia de talentos Grade, que conocía el primer álbum del grupo, los contrató para participar en espectáculos televisivos y para grabar un sencillo titulado Myra.
El 4 de noviembre de 1964 grababan I'll Never Find Another You en los estudios Abbey Road de EMI, compuesta y producida por Tom Springfield, y publicada en diciembre de ese año. En febrero de 1965, el sencillo alcanzó el número uno en las listas del Reino Unido y Australia, mientras que su grabación de 1966 de Georgy Girl, de Springfield y Jim Dale, tema de la película del mismo nombre,  alcanzaría el número dos en la lista Billboard y el número uno en la lista Cashbox en los Estados Unidos.
En 1967, The Seekers congregaron 200.000 personas, casi una décima parte de la población de la ciudad en aquel momento, en su actuación en el auditorio "Sidney Myer Music Bowl" de Melbourne. Su programa de televisión «The Seekers Down Under» obtuvo la mayor audiencia televisiva hasta el momento en Australia. A principios de 1968 se les concedió el máximo galardón de la nación como "Australianos del Año 1967". En una gira por Nueva Zelanda en febrero de 1968, Durham comunicó al grupo que dejaba The Seekers y posteriormente lo abandonó en julio de 1968.
En septiembre de 2014, fueron nombrados Oficiales de la Orden de Australia.

## The New Seekers
Cuando The Seekers se disolvió en 1968, las actividades musicales de Potger se orientaron hacia la composición y la producción discográfica en los principales estudios de grabación del Reino Unido. Entonces, Potger creó, en 1969, «The New Seekers», un grupo de pop británico, cuya idea era atraer al mismo mercado que The Seekers originales, pero con elementos tanto pop como folk. Alcanzaron el éxito mundial a principios de la década de 1970 con éxitos como I'd Like to Teach the World to Sing, You Won't Find Another Fool Like Me y Beg, Steal or Borrow.

## Carrera en solitario
De regreso a Australia en 1978, Potger escribió y produjo jingles para televisión y temas musicales, además de dar conciertos en solitario durante la década de 1980. En 1988, escribió y produjo musicales para el Bicentenario de Australia. En 2004, publicó su primer álbum en solitario, Secrets of the Heart. Le siguió Sunday en 2007 y, en 2010, Smile Now.

## Vida personal
Potger ha estado casado con Pamela Potger (1994 - 2004) y con la nadadora británica Pamela Powley (22 de enero de 1966 - 1984), con las que tuvo dos hijos, Matthew y Cassandra. 
El 18 de noviembre de 2006, Potger se casó con la actriz australiana Nicola Paull en la Península de Mornington. Se divorciaron el 8 de febrero de 2014. Al año siguiente, Potger se mudó a Braidwood, Nueva Gales del Sur.